# Ichneumon exlex
Ichneumon exlex är en stekelart som beskrevs av Otto Friedrich Müller 1776. Ichneumon exlex ingår i släktet Ichneumon och familjen brokparasitsteklar. Inga underarter finns listade i Catalogue of Life.